# Masken (teater)
 For alternative betydninger, se Masken. (Se også artikler, som begynder med Masken)
Teatret Masken (også omtalt Masken)  teater der ligger i Nykøbing Falster, og egnsteater i Guldborgsund Kommune. Teatret har til huse i Kulturforsyningen, og har en sal med plads til 150 personer.
Teatret Masken opsætter forestillinger for både brede publikummer og deciderede børneforestillinger.

## Historie
Teatret blev etableret i 1978 og i 1980 som egnsteater i den tidligere Nykøbing Falster Kommune. I 1984 fik teatret sin egen sal til opførsel af skuespil, og i 1998 fik det endnu en sal. I 2006 flyttede Masken til et tidligere elværk, efterfølgende kaldet Kulturforsyningen. Teatret spiller især børne- og ungdomsforestillinger, og opsætter 2-3 forestillinger om året.
Ved affyringen af den første blide i anledning af Nykøbing Falsters 700 års jubilæum i 1989 opførte Masken historisk teaterstykke på det område, hvor Middelaldercentret ligger i dag.
I 2011 opførte man stykket Oh Romeo af dramatikeren Thomas Markmann. Det blev nomineret til prisen for bedste børneforestilling ved Årets Reumert.